# David Ryckaert III

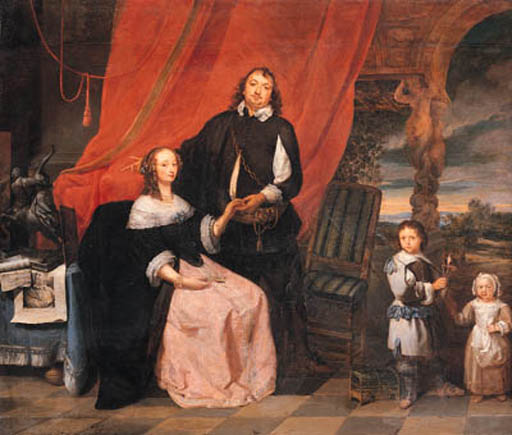
Gonzales Coques David Ryckaert z rodziną

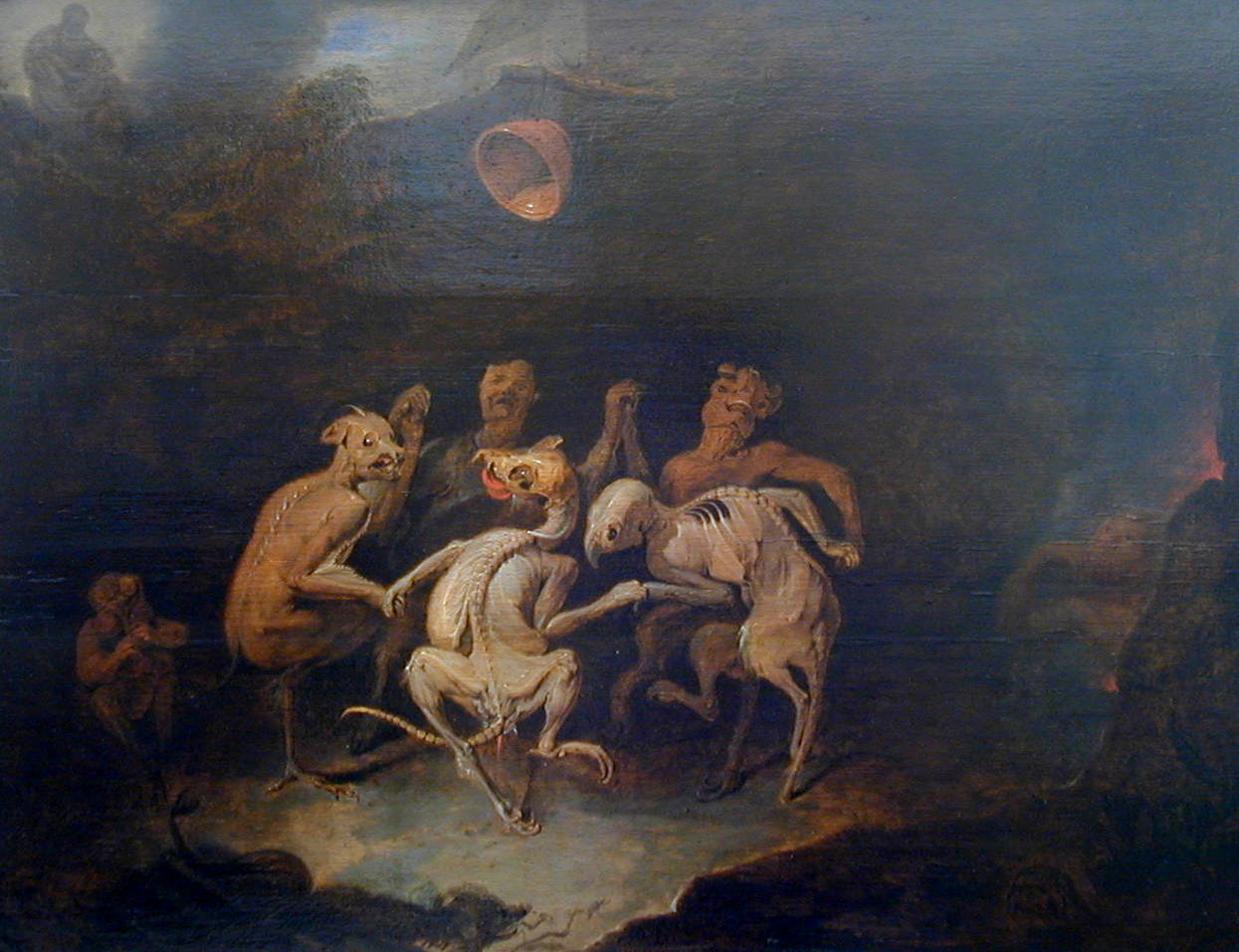
David Ryckaert Scena z potworami

David Ryckaert III (ur. 2 grudnia 1612 w Antwerpii, zm. 11 listopada 1661 tamże) – flamandzki malarz barokowy.
Najbardziej znany przedstawiciel rodziny malarzy o tym nazwisku, często określany przydomkiem Młodszy. Był synem Dawida Ryckaerta II, wnukiem Dawida Ryckaerta I i siostrzeńcem Martina Ryckaerta. Artysta całe życie związany z Antwerpią, gdzie w 1636 został mistrzem gildii św. Łukasza.
David Ryckaert malował przede wszystkim sceny rodzajowe, początkowo pod wpływem Adriaena Brouwera i malarzy holenderskich, a później Davida Teniersa II i Rubensa. Początkowo były to przedstawienia chat chłopskich i warsztatów rzemieślniczych, a także popularne w tym czasie tematy fantastyczne i sceny z potworami. Na początku lat 50. XVII wieku, gdy zyskał rozgłos i uznanie zaczął malować bogate sceny rodzajowe dla bardziej wymagających klientów. Były to sceny figuralne, często na tle pejzażu wyraźnie inspirowane twórczością Simona de Vosa i kompozycjami Rubensa.
Obecnie Ryckaert zaliczany jest do najwybitniejszych tzw. małych mistrzów flamandzkich, jego liczne prace są cenione za bogatą kolorystykę i efekty luministyczne.
W zbiorach Muzeum Narodowego w Warszawie znajduje się obraz W karczmie (nr inw. M.Ob. 2467).

## Wybrane prace
- Wesoła kompania, Kopenhaga,
- Alchemik, Bruksela,
- Pracownia malarska, Luwr.